# Łomża (bere)

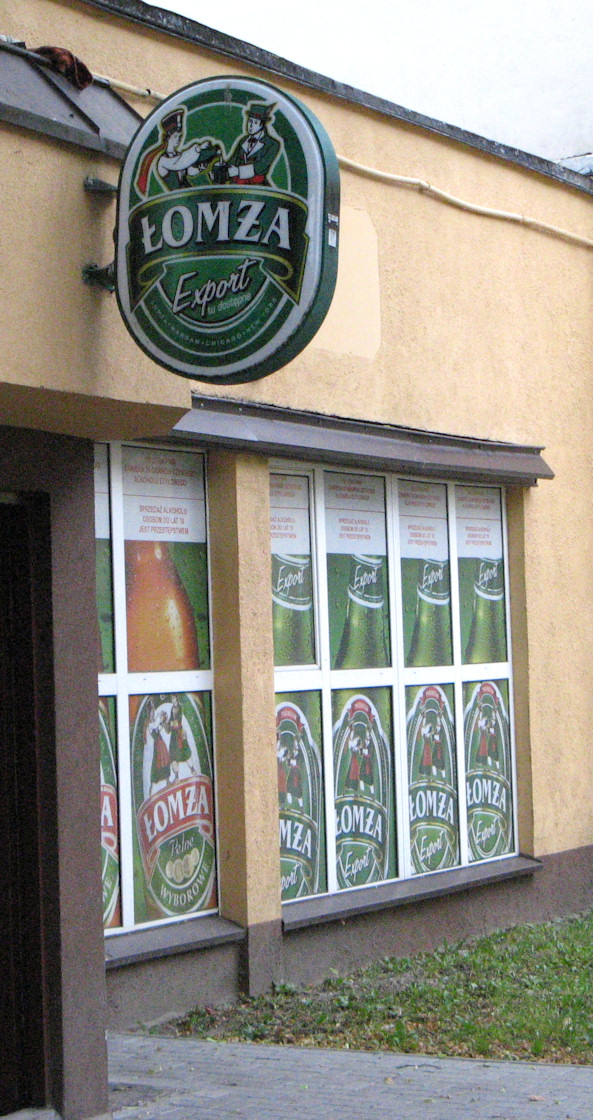
O vitrină care face reclamă la berea Łomża

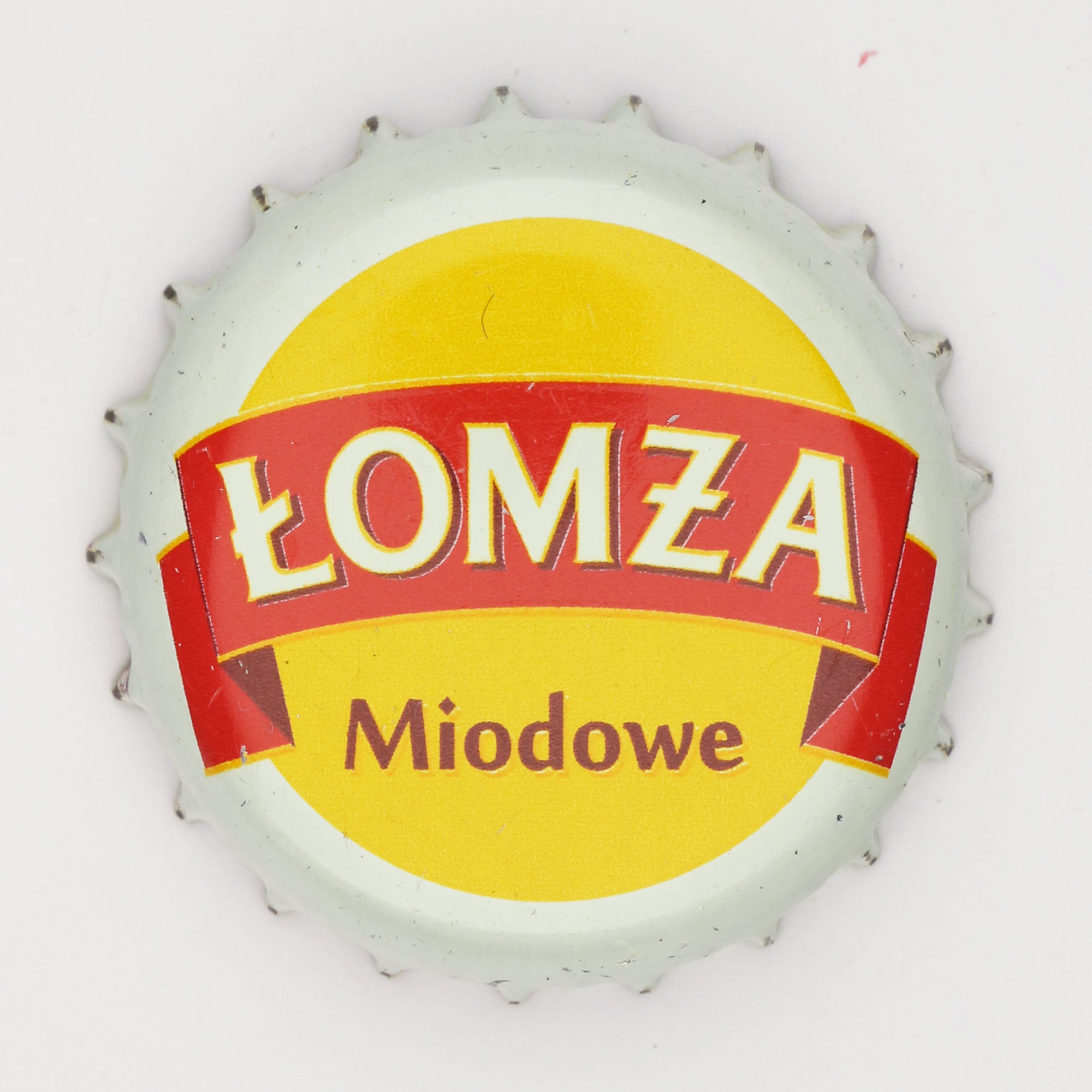
Bere cu miere Łomża

Łomża este o marcă de bere poloneză produsă în stil lager (bere ușoară).  A început activitatea sa în 1968, producând de atunci diferite varierăți de bere.

## Iconografia berii
Simbolul berii este un cuplu în costume tradiționale din Kurpie (o regiune apropiată de orașul Łomża). A apărut pentru prima dată pe etichete în 1980 și de atunci a fost o trăsătură caracteristică a tuturor soiurilor de bere Łomża.